# Jadranska euroregija
Jadranska euroregija osnovana je 30. lipnja 2006., a predstavlja svojevrsnu udrugu regionalnih i lokalnih vlasti s područja Italije, Slovenije, Hrvatske, Bosne i Hercegovine, Crne Gore i Albanije, te nacionalnih i međunarodnih institucija koje predstavljaju institucionalni okvir za identifikaciju i rješavanje najvažnijih zajedničkih pitanja.
Jadranska euroregija predstavlja model suradnje koji objedinjava transnacionalnu, transgraničnu i međuregionalnu suradnju u skladu sa suvremenim standardima i brojnim primjerima širom Europe, a sastoji se od 22 člana regionalne i lokalne vlasti. Proces osnivanja Jadranske euroregije pokrenuo je Kongres regionalnih i lokalnih vlasti Vijeća Europe, talijanska pokrajina Molise i Istarska županija, a najvažnije su joj zadaće: stvaranje područja mira, stabilnosti i suradnje, zaštita kulturne baštine, zaštita okoliša, održivi gospodarski razvoj posebno na području turizma, ribarstva, poljoprivrede, rješavanje prometnih i infrastrukturnih pitanja te potpora ulasku svih jadranskih država u Europsku uniju. Jadranskom euroregijom predsjedava istarski župan, Ivan Jakovčić, potpredsjednik je predsjednik Regije Molise, Michele Iorio, a sjedište organizacije je u Puli.

## Vanjske poveznice
- Jadranska euroregija Službena stranica